# Лебедев, Алексей Алексеевич (подводник)
Алексе́й Алексе́евич Ле́бедев (19 июля [1 августа] 1912, Суздаль — 15 ноября 1941, Финский залив) — советский поэт-маринист, подводник. Лейтенант (1940).

## Биография
Отец поэта Алексей Алексеевич (старший) — юрист, мать Людмила Владимировна — учительница русского языка и литературы. Дед по отцовской линии — Алексей Дмитриевич Лебедев был священником суздальской Никольской церкви.

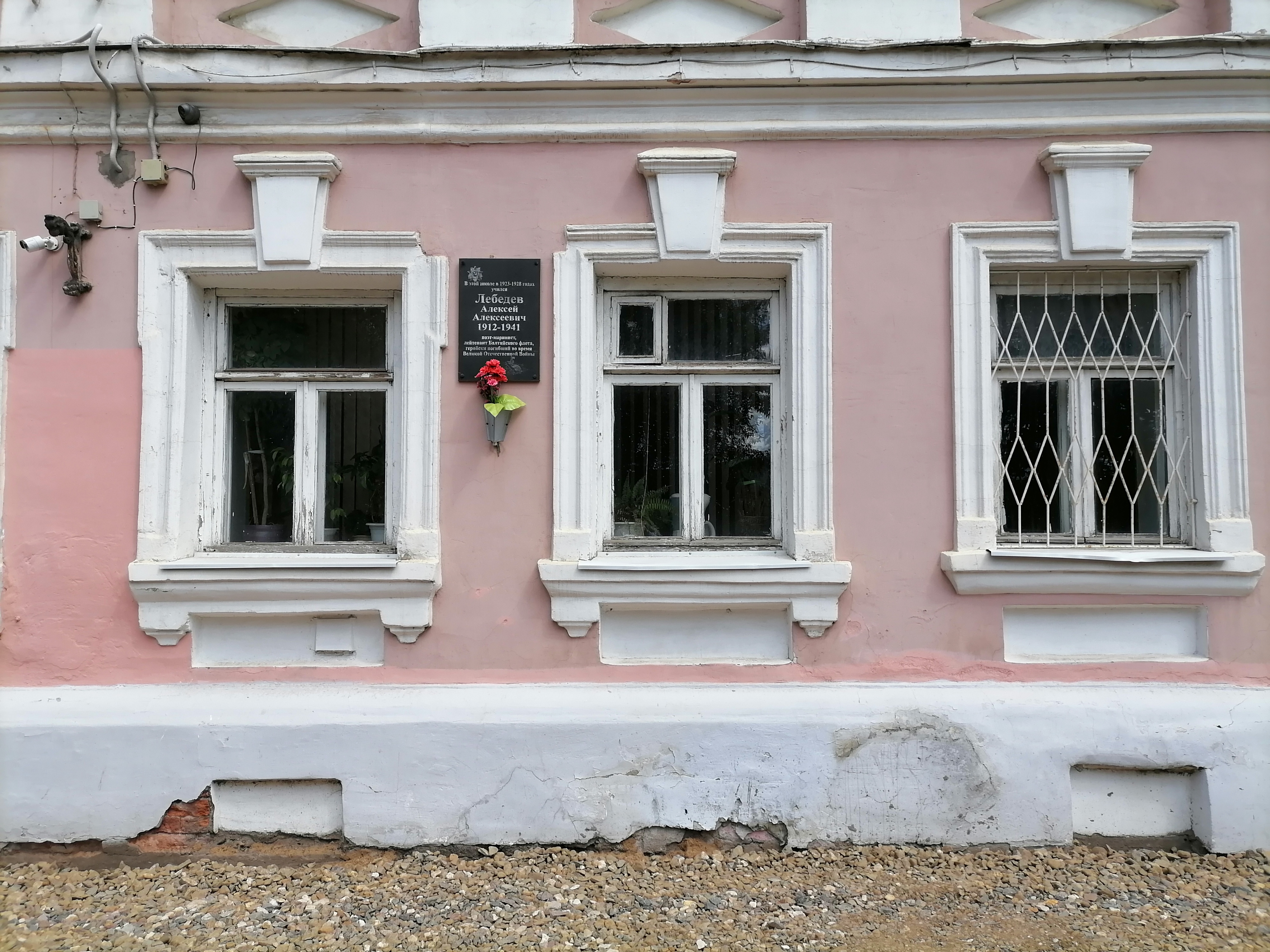
Мемориальная доска в Костроме. Ул. Островского, 38

В связи со служебными назначениями отца семья переезжала сначала в Шяуляй, потом в Кострому (в 1919), где с 1923 по 1927 год Алексей учился в школе (мемориальная доска).
С 1927 года семья жила в Иваново-Вознесенске. Здесь Алексей закончил 9 класс в школе № 27.
Недолго работал подручным слесаря-водопроводчика. Потом уехал на Север, служил юнгой, а затем матросом на судах «Севрыбтреста» и торгового флота. Через три года вернулся в Иваново, поступил на строительное отделение индустриального техникума.
В 1933 году он был призван на военную службу и направлен на Балтийский флот. Начал службу в Кронштадте, был зачислен в школу радистов, затем был направлен в Ораниенбаум, в радиоотряд. В 1935 году остался на сверхсрочную службу. В 1936 году поступил в Ленинградское высшее военно-морское училище имени Фрунзе. Во время советско-финской войны курсант Лебедев добровольно участвовал в боях на эскадренном миноносце «Ленин» в должности штурмана-стажёра. Окончил Высшее военно-морское училище имени Фрунзе в 1940 году.
Начал писать стихи ещё в школьные годы. Первые публикации появились в 1934 году во флотской газете «Красный Балтийский флот». В 1939 году была издана его первая книга «Кронштадт». В этом же году Лебедева приняли в члены Союза писателей СССР. В 1940 году вышла вторая книга поэта — «Лирика моря». Увлекался творчеством Джека Лондона.
После окончания училища штурман подводного плавания Алексей Лебедев был зачислен в 14-й дивизион Учебной бригады подводных лодок Краснознамённого Балтийского флота. Служил командиром рулевой группы (БЧ-1) на подводной лодке «Л-2». Погиб вместе с ней при подрыве корабля на немецком минном заграждении у острова Кери в Финском заливе. Из всего экипажа спаслись только три человека.

## Сборники стихотворений
- «Кронштадт». — Л.: Гослитиздат, 1939.
- «Лирика моря». — Л.: Гослитиздат, 1940.
- «Огненный вымпел». — М.; Л.: Военмориздат, 1942.
- «Морская сила». — Иваново: Ивгиз, 1945.
- «Родному флоту». — М.: Военно-морское издательство, 1950.
- «Избранные стихи» [Вступ. статья Н. Тихонова]. — Л.: Советский писатель [Ленинградское отделение], 1956.
- «Путь на моря» [Сост., ред. и вступ. статья В. Б. Азарова]. — М.: Воениздат, 1956.
- «Балтийская слава». — М.: Молодая гвардия, 1970.
- «Морская купель». — Ярославль: Верхне-Волжское книжное издательство, 1974.
- «Стихотворения» [Сост. и вступ. статья В. Петровой-Лебедевой]. — Л.: Художественная литература, Ленинградское отделение, 1975.
- «Стихи» [Предисловие Н. Тихонова]. — Л.: Лениздат, 1977.
- «Всегда на вахте». — М.: Воениздат, 1986.
- «Рейд: Письма и стихи». — М.: Молодая гвардия, 1988.
- «Избранное». — Иваново: Иваново, 2013. — ISBN 978-5-85229-456-2.

## Песни на стихи А. Лебедева
Творчество поэта привлекло многих композиторов, писавших песни на его стихи.  Более 10 песен написал композитор С. Зубковский:
- Балтийский марш - дуэт, исп. Александр Лемешкин и Владимир Завазальский (2006); Виктор Чаусов и автор (2008)
- Жил на линкоре рыжий кот
- Матери ("Тебе, оставшейся далёко")
- Моя напрасная любовь, исп. Алексей Молдалиев, партия фортепиано - автор (2008); исп. Алексей Молдалиев (2021)
- Набат сердца
- Письмо к жене (Тебе)
- Последний бой (На дне)
- Похвала табаку, исп. Владимир Завазальский (премьера 8 декабря 2006)[4]
- Прощальная песня ("Вновь чаек крикливая стая...")
- Трубка, исп. Александр Лемешкин
- Я думаю о тебе, исп. Владимир Завазальский

## Память
- В Иванове (в 1965 году), Суздале и Кронштадте именем поэта Алексея Лебедева названы улицы. В Литературном сквере города Иваново установлен гранитный бюст Лебедева. В Иванове же на зданиях школы № 27 и архитектурно-строительного университета (бывший индустриальный техникум), где он учился, установлены мемориальные доски. Мемориальная доска установлена в Суздале на доме (ул. А. Лебедева, 6), где он жил.
- Наименование "Алексей Лебедев" было присвоено базовому тральщику Балтийского Флота (проект 1265).
- В августе 2008 года в Суздале на улице его имени, недалеко от дома, где он жил, открыли памятник поэту.
- В ноябре 2017 года в Костроме в школе № 29, где учился поэт, открыта мемориальная доска.